# Parahormius cephisus
Parahormius cephisus är en stekelart som beskrevs av Nixon 1940. Parahormius cephisus ingår i släktet Parahormius och familjen bracksteklar. Inga underarter finns listade i Catalogue of Life.